# Richard Sturge Grant
Richard Sturge Grant (* 3. November 1945) ist ein neuseeländischer Diplomat.

## Leben
Er studierte von 1964 bis 1967 an der Victoria University. Von 1968 bis 1970 setzte er seine Ausbildung an der Universität Clermont-Ferrand, wo er promovierte. Schon 1968 trat er in den Dienst des neuseeländischen Außenministeriums ein und war in der Abteilung für Verteidigung tätig. Von 1970 bis 1971 arbeitete er in der Pazifikabteilung, es folgte von 1971 bis 1975 ein Einsatz in Paris. 1975 bis 1978 schloss sich eine Arbeit in der Wirtschaftsabteilung an. 1978 ging er nach Wien, wo er bis 1981 tätig war. Von 1982 bis 1985 war er als Generalkonsul in Nouméa, Neukaledonien eingesetzt. 1985 wurde er Direktor der Europaabteilung, in der er bis 1986 blieb. Zwischen 1987 und 1989 war er Generalkonsul in Sydney, Australien.
1990 wurde er dann Botschafter in Deutschland. Diese Funktion übte er bis 1994 aus und war dann von 1994 bis 1997 Direktor der Australienabteilung. 1997 ging er als High Commissioner of New Zealand to the United Kingdom nach London. 1999 erfolgte der Wechsel als Botschafter in Frankreich nach Paris. 2002 wurde er dann stellvertretender Sekretär im neuseeländischen Außen- und Handelsministerium mit der Zuständigkeit für Europa, Australien und Handelspolitik. Am 26. August 2004 wurde er dann neuseeländischer Hochkommissar in Singapur.